# Perizoma apicistrigata
Perizoma apicistrigata är en fjärilsart som beskrevs av W. Warren 1893. Perizoma apicistrigata ingår i släktet Perizoma och familjen mätare. Inga underarter finns listade i Catalogue of Life.